# CEROS 200
CEROS 200は、スウェーデンのSAAB社が開発した射撃指揮システム（FCS）。

## 概要
CEROS 200は、Kuバンドの追尾レーダーと電子光学センサを統合した方位盤であり、単体で用いられるほか、同社のサーブ 9LV Mk.3E戦術情報処理装置と連接しても用いられる。追尾レーダーは、従来の9LV200 Mk.3で採用されていた9GR400と同様の諸元を備えている。これは、従来の9LV200で用いられていたマグネトロンによる送信機にかえて、広帯域のへリックスTWT（進行波管）を導入しており、パルスドップラーやMTI、周波数アジャイル、固定周波数など多彩なモードを備えていた。またアンテナもビーム幅を変えずにゲインを向上させ、サイドローブを低減していた。パルス長や繰り返し周波数は自動で選択される。CEROS 200では、シースキマーなど高度3～20メートルの低高度目標追尾のために、CHASEと称する特殊なレーダー信号処理を行うことができる。なお動作周波数はKuバンドだが、シースパローやESSMといった個艦防空ミサイルの誘導が必要な場合は、Xバンドの連続波イルミネータとしての機能を付加することができる。
低高度目標や水上目標への対処の際には、電子光学センサも用いることができ、アンテナ軸と平行に可視光テレビ、熱線映像装置、レーザー測距儀が取り付けられている。なお9GR400では、可視光テレビ（FOV 42×31 mrad）、熱線映像装置（波長8-12μm、FOV 52×35または157×105 mrad）、レーザー測距儀（NdYAG、1.06 μm、尖頭出力4 MW、PRF 10 kHz）を備えていた。
なおCEROS 200では、基本型のほかに、レーダー反射断面積（RCS）を低減するため、構造体を全て傾斜した平面で構成するようにしたステルス型があり、アンテナにも特定周波数のみを透過するようにしたレドームが取り付けられている。

## 採用国と搭載艦艇
オーストラリア海軍/ ニュージーランド海軍
- アンザック級フリゲート

 カナダ海軍
- ハリファックス級フリゲート[注 1]

 大韓民国海軍
- 仁川級フリゲート
- 犬鷲型ミサイル艇

 スウェーデン海軍
- ヴィスビュー級コルベット

 デンマーク海軍
- イーヴァル・ヒュイトフェルト級フリゲート
- アブサロン級多目的支援艦
- テティス級哨戒艦
- フリーヴェフィスケン級哨戒艇

 ノルウェー海軍
- シェル級ミサイル艇

 フィンランド海軍
- ラウマ級ミサイル艇
- ハミナ級ミサイル艇

 タイ海軍
- ナレースワン級フリゲート
- プーミポン・アドゥンヤデート級フリゲート